# Symplocostomella
Symplocostomella är ett släkte av rundmaskar. Symplocostomella ingår i familjen Enchelidiidae.
Släktet innehåller bara arten Symplocostomella cavicaudata.